# Shadow Warriors (arcade)
Shadow Warriors è un videogioco arcade picchiaduro a scorrimento
distribuito in Europa nel 1988, primo della serie Ninja Gaiden. La versione nordamericana, distribuita nello stesso anno, riporta il titolo Ninja Gaiden, mentre quella giapponese del 1989 è stata distribuita come Ninja Ryūkenden (忍者龍剣伝?). Shadow Warriors venne convertito per numerosi computer, edito dalla Ocean Software, e per la console Atari Lynx.

## Modalità di gioco
Lo stile di combattimento è simile a Double Dragon, nel quale il giocatore ha il controllo di un ninja senza nome e deve attraversare con visuale isometrica diverse città e paesi degli Stati Uniti (come ad esempio San Francisco, New York e Las Vegas) per sconfiggere gli adepti di un culto maligno. Il giocatore ha dalla sua parte una vasta varietà di tecniche di combattimento e può inoltre ottenere durante il gioco diversi potenziamenti. Il ninja combatte principalmente a mani nude, ma grazie a particolari potenziamenti gli è permesso di utilizzare una spada per un breve periodo di tempo, può inoltre sfruttare alcuni oggetti presenti sullo schermo (come i lampioni, i cassonetti della spazzatura ecc.) come trampolino per eseguire dei calci volanti più potenti. Ci sono cinque tipi di nemici che appaiono più o meno in ogni livello; in alcuni livelli appaiono però dei nemici extra legati a quella particolare ambientazione.
Il gioco ha una curiosa schermata per continuare che vede il ninja legato al terreno mentre una sega circolare sta scendendo verso di lui per ucciderlo (ovviamente per evitare la morte del ninja il giocatore deve inserire la monetina).

## Conversioni
Le prime conversioni dell'arcade per home computer furono realizzate dalla Teque Software nel 1990. La versione Amiga è quasi identica alla versione arcade a partire dalla grafica, passando all'introduzione, fino alla possibilità di utilizzare due giocatori. Le versioni a 8 bit supportano invece un solo giocatore. Il gioco arcade fu successivamente convertito anche per l'Atari Lynx, MS-DOS, e il Sega Mega Drive. La conversione per quest'ultima piattaforma non venne però commercializzata. La versione Ninja Gaiden Black per Xbox contiene, tra i contenuti extra, una versione dell'originale gioco arcade.
Lo Shadow Warriors uscito nel 1991 per Game Boy è piuttosto differente, con visuale bidimensionale.